# Fereshta Kazemi
Fereshta Kazemi   (Kabul, 1979) és una actriu de cinema estatunidenca d'origen afganès.

## Joventut
Nascuda a Kabul (Afganistan), Kazemi es va traslladar als Estats Units d'Amèrica amb la seva família. Es va criar a Nova York i a la zona de la badia de Califòrnia. Després de l'escola secundària, Kazemi va guanyar una beca d'actuació i acadèmica al Marymount Manhattan College de Nova York, on va estudiar interpretació i escriptura. Kazemi també es va llicenciar en Filosofia i Antropologia Cultural per la Universitat de Califòrnia, Davis. Va continuar els seus estudis d'actuació i guió a l'Academy of Art University i va obtenir un MBA a la Chapman University, amb èmfasi en producció cinematogràfica.

## Carrera professional
El 2009, Kazemi va tenir un paper principal a Heal, una pel·lícula sobre el conflicte a l'Afganistan que ha guanyat més de vint premis de festivals de cinema nacionals i internacionals, inclòs com a guanyadora de la categoria de millor pel·lícula ciència-ficció/fantasia al Festival Internacional de Cinema de la Comic-Con de San Diego ( 2011), guanyadora del premi Frank D. Capra (2011) i del premi humanitari al Festival Internacional de Cinema de Cleveland (2011).
El 2014, Kazemi va ser el personatge principal de Targeting, un llargmetratge de thriller psicològic dels Estats Units d'Amèrica que interpretava a una jove dona immigrant afganesa a Kazemi dels Estats Units. En aquesta pel·lícula va fer el primer petó a la pantalla per a una actriu afganesa i la NBC l'anomenava «pionera».
El treball de Kazemi va ser fotografiat en una sèrie per la fotògrafa guanyadora del premi Pulitzer Carolyn Cole mentre estava a l'Afganistan.
El 2013, Fereshta va interpretar el paper principal a The Icy Sun (Sol glacial), una pel·lícula sobre la violació a l'Afganistan. NBC News va dir que la seva pel·lícula «obre nous terrenys per a l'Afganistan, on les víctimes de violació poden ser obligades a casar-se amb els seus atacants per preservar l'honor de les seves famílies».
Kazemi va treballar en un documental sobre Acting in Afganistan.
El 2013, va ser guardonada amb el premi a la millor actriu pel seu paper a The Icy Sun al 2n Festival de Cinema de Drets Humans de l'Afganistan.